# جيمس موريسون هاوس
جيمس موريسون هاوس (بالإنجليزية: James Morrison Hawes)‏ هو عسكري أمريكي، ولد في 7 يناير 1824 في ليكسينغتون في الولايات المتحدة، وتوفي في 22 نوفمبر 1889 في كوفينغتون في الولايات المتحدة.